# Aikidōka
Aikidoka (合気道家 aikidōka) là một thuật ngữ trong tiếng Nhật để chỉ một người luyện tập bộ môn võ thuật aikido. Thuật ngữ này hiếm khi được người bản xứ sử dụng trong tiếng Nhật, mặc dù nó được sử dụng phổ biến như một từ mượn ở các nước khác.

## Từ nguyên
Trong tiếng Nhật, hậu tố ka (家 -ka) khi được thêm vào tên của một số hoạt động sẽ biểu thị một người hoặc một nghề nghiệp. Trong võ thuật, nó được sử dụng để biểu thị một người cống hiến một cách nghiêm túc cho môn võ thuật mà họ lựa chọn; do vậy ta có các cụm từ karate-ka, judo-ka, aikido-ka, vân vân. Trong tiếng Anh, hậu tố này đôi khi được sử dụng để đề cập tới một võ sĩ hoặc võ sư quan tâm chủ yếu đến hình thức rộng hơn của môn võ thuật của họ, và một người biểu lộ một sự hiểu biết sâu sắc hơn mức họ thực sự có.